# Plaça de Sant Vicenç de Sarrià
La plaça de Sant Vicenç de Sarrià és un espai urbà de Sarrià (Barcelona), situada a la cruïlla dels carrers de Cornet i Mas i de Mañé i Flaquer. Anomenada inicialment plaça de la Unió, era coneguda antigament com a plaça de Cal Magre, un dels edificis encara allí existents. El conjunt de cases que l'envolten està catalogat com a bé amb elements d'interès (C), i la font que es troba al centre com a bé d'interès documental (categoria C).

## Història
Està situada en els terrenys urbanitzats el 1836 per Josep Bosch i Canet, propietari de Can Canet de la Vila. El 1854, l'Ajuntament de Sarrià hi col·locà una font, la qual fou traslladada diverses vegades. El 1895, fou coronada per una estàtua de Sant Vicenç, patró de la vila, moment en què la plaça (fins aleshores coneguda com de la Unió) passà a tenir la denominació actual. Sembla que l'actual escultura de Sant Vicenç prové de la font que hi havia a la plaça de Sarrià, que es va haver de desmuntar a principis del segle xx, quan es va unir el passeig de la Bonanova amb el de la Reina Elisenda com a part de la carretera de Cornellà a Fogars de Tordera.
El 1983, la plaça fou remodelada, fent l'àrea central per a vianants, i desplaçant la font cap al centre. Allunyada dels grans eixos de circulació, manté l'encant del seu ambient.

## Edificis destacats
| Nº | Nom           | Descripció | Imatge |
| -- | ------------- | --- | ------ |
| 7  | Escola Milton | Edifici d'habitatges i de docència: inicialment Col·legi Colón, posteriorment Acadèmia Giner, Escola Milton i actualment Escola Bressol Blauet. |        |
| 8  | Cal Magre     | Edifici que donava el nom popular a la plaça. A la primera planta hi ha una fornícula amb la imatge de Sant Vicenç. Hi havia la fusteria Estrada, especialitzada en la construcció de funiculars i andròmines similars, com l'avió del Parc d'Atraccions Tibidabo. |        |
| 9  | Cal Lot       | Edifici residencial, amb esgrafiats a la façana. |        |
| 11 | Cal Garriga   | Edifici residencial, que forma una de les cantonades de la plaça, amb elements decoratius com pilastres, frontons, balcó que emfatitza l'entrada. |        |